# مفارقة (أدب)
المفارقة في الأدب، هي تجاور خارج عن المألوف لبعض الأفكار المتناقضة، ويتجلى هدفها في تقديم عرض مدهش أو رؤية غير متوقعة. تتجسد وظيفة المفارقة في كونها إحدى طرق الصياغة والتحليل الأدبيين، إذ تنطوي على النظر في العبارات المتضاربة ظاهريًا واستخلاص الاستنتاجات إما للتوفيق فيما بينها أو لتفسير وجودها.
تفيض أعمال أوسكار وايلد وغلبرت كايث تشيسترتون بالمفارقات البلاغية أو الأدبية. تتطرق معظم الأعمال الأدبية إلى مفارقة الموقف؛ إذ يشتهر كل من فرانسوا رابليه، وميغيل دي ثيربانتس، ولورنس ستيرن، وخورخي لويس بورخيس، وغلبرت كايث تشيسترتون بكونهم أساتذة الموقف والمفارقة اللفظية. تُعتبر كل من عبارة وايلد «يمكنني مقاومة أي شيء إلا الإغراء» وعبارة تشيسترتون «لا يبدو الجواسيس جواسيسًا» بمثابة أمثلة على المفارقة البلاغية. تُعد ملاحظة بولينيوس «لئن كان هذا جنونًا، إنه ليشتمل على كثير من الحكمة» ثالث هذه الأمثلة التي لا تُنسى وأقدمها. بالإضافة إلى ذلك، قد تُسمى العبارات غير المنطقية أو المجازية بالمفارقات، «طار الرمح إلى الشجرة كي يغني» مثلًا. يبدو المعنى الحرفي لهذه العبارة غير منطقيًا، إلا أنه يوجد العديد من التفسيرات لهذه العبارة المجازية. قد تبدو المفارقة عبثيةً لكن حقيقيةً عند النظر إليها عن كثب. على سبيل المثال، تبدو عبارة يسوع في إنجيل مرقس 8:35 «فإن من أراد أن يخلص نفسه يهلكها» عبثيةً، لكن يكمل كاتب الإنجيل معناها في النصف الثاني من الآية: «ومن يهلك نفسه من أجلي ومن أجل الإنجيل فهو يخلصها».

## مقال «لغة المفارقة» لكلينث بروكس
كان كلينث بروكس عضوًا نشطًا في الحركة النقدية الجديدة، وقد لخص آلية قراءة القصائد باستخدام المفارقة بوصفها أسلوبًا للتفسير النقدي. تتجسد المفارقة الشعرية في قدرة التنافر السطحي في أحد الأبيات الشعرية على التحول إلى تناقضات وتظاهرات جلية. يطرح مقال بروكس الفريد لغة المفارقة حجته الداعية إلى محورية المفارقة، وذلك من خلال عرضه للمفارقة على أنها «اللغة الملائمة والحتمية للشعر». تستند حجة بروكس هذه إلى الادعاء القائل إن اللغة المرجعية شديدة الغموض بالنسبة للرسالة المحددة التي يعبر عنها الشاعر؛ لذا ينبغي عليه أن «يختلق لغته أثناء كتابته». يعود السبب في ذلك بحسب بروكس إلى قدرة الكلمات على التقلب وتمكّن المعنى من التغيّر عندما تُكتب الكلمات على أساس علاقتها ببعضها البعض.
تُستخدم المفارقة بوصفها أسلوبًا لعقد المقارنات المُستبعدة واستخلاص المعنى من القصائد الواضحة أو الغامضة. يشير بروكس إلى قصيدة ويليام ووردزوورث إنها أمسية جميلة، هادئة وسمحة. يبدأ بروكس بتلخيص الصراع الأولي والسطحي، الذي ينطوي على المتكلم المحمّل بمعتقداته التعبّدية ورفيقته التي لا تشاركه هذه المعتقدات. تتضح المفارقة في نهاية القصيدة، إذ تتجلى في كون الفتاة أكثر تعبّدًا من المتكلم لكونها مستغرقةً في تعاطفها مع الطبيعة، وليست متناغمةً معها عند انهماكها بها كما يفعل المتكلم.
أكد بروكس في قراءته لقصيدة ووردزوورث «مؤلّفة على جسر وستمنستر» أنها لا تقدّم أي مفارقة في تفاصيلها، بل في الموقف الذي يخلقه المتكلم. لا ينظر المتكلم إلى مدينة لندن بوصفها معلمًا ميكانيكيًا وصناعيًا بل كمعلم تسوده الطبيعة، ولو أن لندن أعجوبةً من صنع الإنسان ونقيضًا تامًا للطبيعة على العديد من الأصعدة. تُعد مدينة لندن جزءًا من الطبيعة نظرًا إلى أنها من صناعة الإنسان الذي يُعتبر بدوره جزءًا من الطبيعة. يستخدم المتكلم هذه الحجة باعتبارها فرصةً للتعليق على جمال لندن كما لو كانت ظاهرةً طبيعيةً. يشير بروكس إلى وصف المتكلم للمنازل على أنها «نائمةً» لا «ميتةً» لأنها تنبض بالشرارة الطبيعية للحياة، التي تستمدّها من الرجال الذين بنوها.
يُنهي بروكس مقاله بقراءةٍ لقصيدة جون دون التطويب، التي استخدم فيها دون مفارقةً ليُعبر عن المجاز الكامن في القصيدة. استخدم دون المصطلح الديني البليغ «قدسي» لوصف الحب الجسدي الذي يشعر به المتكلم، إذ ناقش بشكل مؤثر فكرة تحول العاشقين إلى مرشحين ملائمين للتطويب بعد رفضهما للعالم المادي واعتزالهما في عالم خالٍ من أي شيء سواهما. تبدو هذه الفكرة وكأنها محاكاة ساخرة لكل من الحب والدين، لكنه حقيقةً يجمع بينهما، ويربط ما بين الظروف المُستبعدة، ويعكس المعنى المعقد الناجم عن العلاقة بينهما. بالإضافة إلى ذلك، يشير بروكس إلى بعض المفارقات الثانوية في القصيدة: الازدواجية المتزامنة ووحدانية الحب، والمعاني الازدواجية والمتضاربة لكلمة «يموت» في الشعر الميتافيزيقي (إذ استُخدمت هنا للدلالة على كل من الاتحاد الجنسي والموت الفعلي). يجادل بروكس استحالة إيصال هذه المعاني المتعددة إلى القارئ بكل ما تحمله من عمق وعاطفة دون استخدام لغة المفارقة. استخدم شكسبير مفارقةً مشابهةً في روميو وجولييت، إذ تقول جولييت «وكل قدّيساتنا لهنّ أيدٍ لا تمسها أيدي الحجيج، وفي تلامس الكفين للحجاج قبلة مقدسة».
أعاد معاصرو بروكس من الباحثين العلميين تنظيم المناهج العلمية الجامعية ضمن تخصصات مدوّنة في أربعينيات وخمسينيات القرن العشرين. ومع ذلك، بقي تخصص اللغة الإنجليزية غير واضح المعالم، لذا أصبح تبرير وجود الأدب في عصر العلوم هدفًا للحركة النقدية الجديدة التي نظرت إلى الأعمال الأدبية بمعزل عن المؤلف والناقد ودرستها باعتبارها تحفًا قائمةً بحد ذاتها. استفاد بروكس من استخدامه للمفارقة باعتبارها أداةً تحليليةً، وطور حالةً منطقيةً بمثابة تقنية أدبية ذات تأثير عاطفي قوي. تجلّى هذا التطور في قراءة بروكس لقصيدة «التطويب» ضمن مقاله لغة المفارقة، إذ اعتبر المفارقة أساسيةً للتعبير عن الأفكار المعقدة المرتبطة بالحب المقدس والدنيوي.

## المفارقة والسخرية
تُعتبر كل من المفارقة والسخرية أداتين أدبيتن مختلفتين للحركة النقدية الجديدة، لكن عادةً ما يُخلط بين هذين المصطلحين. يُعرّف بروكس السخرية بأنها «تحوير السياق الجلي لعبارة ما»، بينما أضاف تعريفًا للمفارقة لاحقًا في حواشي المقال قائلًا إنها نوع استثنائي من أنواع التوصيف الذي «ينطوي على حسم الأضداد».
تلعب السخرية دورًا حضوريًا في النص، أي السياق الأساسي المحيط بالكلمات التي تشكّل القصيدة. لا تخلو أي جملة من السخرية باستثناء جملة مثل 2+2=4؛ بينما تُعتبر أي عبارة أخرى فريسةً لسياقها المباشر القادر على تغييرها (على سبيل المثال، تقول النكتة: «دخلت امرأة إلى حانة وطلبت ازدواجية المعنى، فأعطاها النادل واحدًا.» تُعتبر العبارة الثانية من النكتة منتشرةً وقابلةً للتطبيق في أي نكتة أخرى، لكن غيّرها سياقها هنا بغية تحويل النكتة إلى تورية). تُعتبر السخرية مفتاح التحقق من قصيدة ما، إذ ينبثق سبر معنى أي عبارة من سياقها. يتطلب التحقق من أي عبارة دراستها في سياق القصيدة، ثم البت فيما إن كانت مناسبةً للسياق أم لا.
تُعد المفارقة أمرًا لا غنى عنه بالنسبة لبنية القصيدة وكينونتها. يشير بروكس في مجموعة مقالاته الإناء المحكم الصنع ضرورة المفارقة بالنسبة للمعنى الشعري، إذ يعتبر المفارقة مطابقةً للشعر إلى حد ما. يعتقد المنظّر الأدبي ليروي سيرل أن استخدام بروكس للمفارقة قد أبرز لامحدودية التشابك بين القالب والمحتوى. «يتجسد معنى القصيدة في قالبها على نحو فريد» وتؤثر لغة القصيدة على «التناغم بين الأضداد والمتناقضات». تتجلى وظيفة السخرية ضمن حدود القصيدة، بينما غالبًا ما تشير المفارقة إلى معنى القصيدة وبنيتها، وبذلك تشتمل المفارقة على السخرية. يتجلى الشعر ومعنى القصيدة في وجود الأضداد أو المتناقضات والتناغم بينها.